# 6-Carboxyfluorescein
6-Carboxyfluorescein (6-FAM) ist ein Fluoreszenzfarbstoff mit einer Absorptionswellenlänge von 495 nm und einer Emissionswellenlänge von 517 nm. Er kann sowohl in die Gruppe der Triphenylmethanfarbstoffe, als auch der Xanthenfarbstoffe eingeordnet werden. 
6-FAM findet Verwendung in der Sequenzierung von Nukleinsäuren und in der Markierung von Nukleotiden.
Die häufig anzutreffende Bezeichnung FAM ist nicht korrekt, trägt aber der Tatsache Rechnung, dass das kommerziell erhältliche Produkt aus den beiden Isomeren 5-FAM und 6-FAM besteht.

## Verwendung
Bei der quantitativen Analyse von Nukleinsäuren mittels Real-Time-PCR wird das Phosphoramidit-Derivat 6-FAM-phosphoramidit eingesetzt. Bei diesem sind neben der Einführung des Phosphoramiditrestes die Hydroxygruppen von 6-FAM an den Positionen 3′ und 6′ mit Dimethylpropansäure verestert. Womit sich die Absorptions- und Emissionswellenlängen von 6-FAM-phosphoramidit und 6-Carboxyfluorescein unterscheiden.
Ein weiteres bekanntes Derivat von 6-Carboxyfluorescein ist sein Succinimidylester, das die gleiche Anwendung findet, wie das Phosphoramidit, im Gegensatz zu diesem aber wie 6-FAM eine Absorptionswellenlänge von 495 nm und einer Emissionswellenlänge von 517 nm besitzt.

## Eigenschaften
Neben der offenen Carbonsäureform existiert, ebenso wie beim Fluorescein, die Spiro-Lacton-Form als Tautomer:

Tautomerie